# Vilém Habsbursko-Lotrinský
Arcivévoda Vilém František Josef Karel Habsbursko-Lotrinský (něm. Erzherzog Wilhelm Franz Joseph Karl von Habsburg-Lothringen) (10. února 1895 Pula – 18. srpna 1948 Kyjev) byl rakouský arcivévoda a kandidát na ukrajinský trůn.

## Mládí a ukrajinská otázka
Vilém byl šestým dítětem a nejmladším synem c.k. admirála arcivévody Karla Štěpána a jeho ženy Marie Terezy, rozené arcivévodkyně rakouské a vévodkyně toskánské. Strávil své první roky na Lošinji, krátce navštěvoval Reálné gymnázium ve Vídni a poté se přestěhoval s rodinou do Żywiece v Haliči. Po odchodu přešel na Tereziánskou vojenskou akademii.
Zatímco všichni členové jeho nejbližší rodiny se asimilovali jako Poláci, Vilém se vzbouřil a rozvinul úzké vazby na hlavní politické odpůrce Poláků v Haliči, Rusíny, jak se Ukrajincům a Rusům v monarchii říkalo. Historik Timothy Snyder vidí důvod v tom, že se Vilém viděl jako možný následník polského trůnu až za svými bratry a polskými švagry; musel si najít vlastní národ. Jako teenager opustil loveckou skupinu, kterou vedl jeho švagr Olgierd Czartoryski, a strávil týden s Huculy v Karpatech. Brzy se naučil plynně ukrajinsky a získal rozsáhlé znalosti o ukrajinské kultuře.

Pro císařský dům se zdálo politicky vhodné mít k dispozici ukrajinského důstojníka, který by reprezentoval rod Habsburků, a proto se Vilém na císařovu žádost nadále zabýval ukrajinskou otázkou a v roce 1913 pokračoval ve výcviku na Tereziánské vojenské akademii ve Wiener Neustadt. 
„Fascinoval ho rusínský folklór a mýtus o ukrajinských kozácích s jejich vzpourou proti polské šlechtě v 17. století. Plný pubertální, romantické bujnosti se ztotožňoval s nevykoupeným lidem Ukrajiny – lidem bez země, lidem bez vládce. Pokud se jeho otec chtěl stát králem Polska, proč by se nemohl stát králem Ukrajinců?“

– Ulrich Weinzierl 

## Uchazeč o trůn v první světové válce
Během 1. světové války byli jeho otec i jeho bratr Karel Albrecht uchazeči o trůn v Ústředními mocnostmi ovládaném Polsku. Vilém byl naproti tomu považován za neformálního uchazeče o ukrajinský trůn. Neměl však žádné jasné plány o tom, zda má Ukrajina být spojená s východní Haličí a spolu s Rakouskem a Uherskem vytvořit federaci ve formě trialismu, nebo zda má být vazalským státem Německa a Rakouska.
Vilém vypracoval plán reorganizace a rozšíření habsburské monarchie, ke kterému zřejmě koncem prosince 1916 získal souhlas svého otce. Po vítězství nad Ruskem by se říše skládala z rakouského, českého, uherského a polského království, z nichž každé by vedl arcivévoda. Polské království mělo být ovládané jeho otcem a „Ukrajinské knížectví“ měl mít Vilém.
Vilém a jeho bratr Leo absolvovali vojenskou akademii 15. března 1915. Vilém vstoupil do císařského a královského 13. hulánského pluku 12. června 1915 jako podporučík. Po rekonvalescenční dovolené kvůli tuberkulóze převzal 5. dubna 1917 velení ukrajinského oddílu jako c. a k. rytmistr. Od té doby se Vilém nazýval jako Vasyl Vyšyvanyj (Vyšívaný Vilém, neboť často nosil vyšívanou ukrajinskou košili).
Vilém odmítl zakročit proti ukrajinským farmářům, kteří nechtěli dodávat úrodu. Pojem „Rudý princ“ se nerozšířil v komunistickém smyslu, ale protože s prostým lidem konverzoval v jejich jazyce. Současně v té době jednal s císařským a královským ministrem zahraničí Ottokarem Czerninem o autonomii východní Haliče. V červenci a srpnu 1917 doprovázel Vilém svého bratrance císaře Karla na cestě po východní Haliči. Od císaře také dostal rozkaz, aby se aktivizoval v ukrajinských záležitostech; setkal se s metropolitou Ukrajinské řeckokatolické církve, který byl právě propuštěn z ruského zajetí. Metropolita Andrej Šeptyckyj se na to stal jeho poradcem a rádcem.
V tajném dodatkovém protokolu k takzvanému „chlebovému míru “ z Brest-Litevska udělila Vídeň, rovněž na Vilémův popud, autonomii ukrajinské východní Haliči. Sjednocení s novou Ukrajinskou lidovou republikou do knížectví pod jeho vládou se zdálo možné. S německou okupací Ukrajiny a nahrazením vlády hejtmanem Pavlem Skoropadskym hrozilo, že Vídeň bude opět zaostávat. Císař Karel pak vytvořil speciální jednotku „Bojovou skupinu arcivévody Viléma“ s asi 4000 vojáky. To zahrnovalo ukrajinskou legii, která se skládala z haličských ukrajinských rekrutů a brzy byla přejmenována na Ukrajinské zičovské střelce, navazující na tradici kozáků. Skupina působila na jihu země během okupace Ukrajiny centrálními mocnostmi v roce 1918. Dále byla Vilémovi dána velká svoboda politického jednání.
Německá říše pak také podezírala Habsburky, že hledali kandidaturu na arcivévodu Viléma na ukrajinský trůn, možná i kdyby se Ukrajina spojila s východní Haličí a severní Bukovinou. Kvůli převaze Němců v Rakousku a vnitřním poměrům na Ukrajině se však arcivévodovy plány zdály nepravděpodobné, takže se jich v květnu 1918 vzdal. Dne 25. května mu totiž císař Karel a jeho ministr zahraničí Stephan Burián telegrafovali, že jeho kandidatura by způsobila velké potíže ve vztahu s Německem (a řešení polské otázky).
Karel měl radost z rezignace arcivévody Viléma, jehož činnost většina rakouských politiků a vojenských představitelů vnímala kriticky, ale chtěl si ponechat možnosti otevřené na později.

## Nezávislá Ukrajina po první světové válce
Po skončení války se Vilém vrátil na Ukrajinu. V nové Západoukrajinské lidové republice se „jeho“ ukrajinští zičovští střelci stali součástí pravidelné armády a Vilém jejich plukovníkem. 6. listopadu 1918 obsadila malá jednotka pod jeho velením hlavní město Bukoviny Černovice. Vojska byla povolána ukrajinskými představiteli země, aby poskytla obranu proti Rumunsku. O pár dní později však museli ustoupit před invazní rumunskou armádou.
6. června 1919 byl Rumuny postupujícími na západní Ukrajinu zatčen a odvezen do Bukurešti. Zde byl vyslýchán a o tři měsíce později propuštěn. Poté vstoupil do armády Ukrajinské lidové republiky. Byl odpovědný za zahraniční styky na ministerstvu obrany v Kyjevě a za všechny vojenské přidělence na ukrajinských zastupitelských úřadech v zahraničí.
Vládce Ukrajinské lidové republiky Symon Petljura se vyvinul v diktátora. Jeho špatně organizované jednotky prováděly vážné pogromy na Židy. V dubnu 1920 se Vilém vzdal svých funkcí na protest proti Petljurově mírové smlouvě s Polskem a po porážkách od sovětského Ruska odešel přes Vídeň do Mnichova.

## Exil
V Mnichově otevřel agitační úřad, který propagoval ukrajinskou nezávislost a rekrutoval dobrovolníky do osvobozenecké armády mezi Ukrajinci v exilu v Německu. Jeho plány však ztroskotaly na nespolehlivých partnerech z prostředí německého Freikorpsu. Po Rapallské smlouvě (1922) mezi Sovětským svazem a Německou říší byla Vilémova ukrajinská dobrovolnická armáda rozpuštěna.
V letech 1925 až 1929 pracoval ve Španělsku jako realitní agent, poté odešel do Paříže. Tam se rychle stal součástí jet setu, často se objevoval v bulvárních médiích a veřejně udržoval četné vztahy s herečkami a také s muži. V roce 1935 byl zapleten do podvodného skandálu jeho milenky a podvodnice. Před vězením unikl útěkem do Vídně. Finanční skandál mohl být také zinscenován sovětskými nebo československými zpravodajskými službami.
Ve Vídni znovu bojoval za ukrajinskou nezávislost, měl kontakty s Jevhenem Konovalcem a jeho organizací ukrajinských nacionalistů. Ideologicky se blížil antisemitským a nacionálně socialistickým postojům. Po anšlusu v březnu 1938 byl sledován gestapem, i proto, že byl stále v kontaktu s ukrajinskými nacionalisty.
Ministr zahraničí Joachim von Ribbentrop se ho pokusil využít v otázce Karpatské Ukrajiny, ale její připojení k Maďarsku odporovalo Vilémovu cíli samostatné Ukrajiny. V této době byl napojen na nacistického ideologa Alfreda Rosenberga kvůli jeho plánu na nezávislou Ukrajinu. Když si Vilém v roce 1941 uvědomil, že to za německé nadvlády není možné, špehoval pro Velkou Británii a Francii proti Německu a po skončení války i proti Sovětskému svazu.
Druhou světovou válku strávil Vilém ve Vídni. Odtud byl v době okupace 26. srpna 1947 za bílého dne před vídeňským jižním nádražím unesen sovětskou tajnou službou. Čtyři měsíce byl vyslýchán v Badenu, později byl odvezen do Kyjeva a tam odsouzen v květnu 1948 k 25 letům vězení jako anglický a francouzský špión. Zemřel ve vězeňské nemocnici Lukjanivka v Kyjevě 18. srpna 1948 na neléčenou oboustrannou plicní tuberkulózu a byl pohřben v anonymním hrobě. Jeho smrt byla oficiálně popřena, takže existují další zprávy, že zemřel v gulagu Volodymyr-Volynskyj v roce 1949, 1950 nebo až v roce 1955.

## Vývod z předků
|                            |                                              |  |                          |                                              |  |  |  |  |  |  |  | Leopold II. |
|                            |                                              |  |                          |                                              |  |  |  |  |  |  |  |             |
|                            | Karel Ludvík Rakousko-Těšínský               |  |                          |                                              |  |  |  |  |  |  |  |             |
|                            |                                              |  |                          |                                              |  |  |  |  |  |  |  |             |
|                            |                                              |  |                          | Marie Ludovika Španělská                     |  |  |  |  |  |  |  |             |
|                            |                                              |  |                          |                                              |  |  |  |  |  |  |  |             |
|                            | Karel Ferdinand Rakousko-Těšínský            |  |                          |                                              |  |  |  |  |  |  |  |             |
|                            |                                              |  |                          |                                              |  |  |  |  |  |  |  |             |
|                            |                                              |  |                          | Fridrich Vilém Nasavsko-Weilburský           |  |  |  |  |  |  |  |             |
|                            |                                              |  |                          |                                              |  |  |  |  |  |  |  |             |
|                            | Jindřiška Nasavsko-Weilburská                |  |                          |                                              |  |  |  |  |  |  |  |             |
|                            |                                              |  |                          |                                              |  |  |  |  |  |  |  |             |
|                            |                                              |  |                          | Luisa Isabela z Kirchbergu                   |  |  |  |  |  |  |  |             |
|                            |                                              |  |                          |                                              |  |  |  |  |  |  |  |             |
|                            | Karel Štěpán Rakousko-Těšínský               |  |                          |                                              |  |  |  |  |  |  |  |             |
|                            |                                              |  |                          |                                              |  |  |  |  |  |  |  |             |
|                            |                                              |  |                          | Leopold II.                                  |  |  |  |  |  |  |  |             |
|                            |                                              |  |                          |                                              |  |  |  |  |  |  |  |             |
|                            | Josef Habsbursko-Lotrinský                   |  |                          |                                              |  |  |  |  |  |  |  |             |
|                            |                                              |  |                          |                                              |  |  |  |  |  |  |  |             |
|                            |                                              |  |                          | Marie Ludovika Španělská                     |  |  |  |  |  |  |  |             |
|                            |                                              |  |                          |                                              |  |  |  |  |  |  |  |             |
|                            | Alžběta Františka Marie Habsbursko-Lotrinská |  |                          |                                              |  |  |  |  |  |  |  |             |
|                            |                                              |  |                          |                                              |  |  |  |  |  |  |  |             |
|                            |                                              |  |                          | Ludvík Württemberský                         |  |  |  |  |  |  |  |             |
|                            |                                              |  |                          |                                              |  |  |  |  |  |  |  |             |
|                            | Marie Dorotea Württemberská                  |  |                          |                                              |  |  |  |  |  |  |  |             |
|                            |                                              |  |                          |                                              |  |  |  |  |  |  |  |             |
|                            |                                              |  |                          | Henrietta Nasavsko-Weilburská                |  |  |  |  |  |  |  |             |
|                            |                                              |  |                          |                                              |  |  |  |  |  |  |  |             |
| Vilém Habsbursko-Lotrinský |                                              |  |                          |                                              |  |  |  |  |  |  |  |             |
|                            |                                              |  |                          |                                              |  |  |  |  |  |  |  |             |
|                            |                                              |  | Ferdinand III. Toskánský |                                              |  |  |  |  |  |  |  |             |
|                            |                                              |  |                          |                                              |  |  |  |  |  |  |  |             |
|                            | Leopold II. Toskánský                        |  |                          |                                              |  |  |  |  |  |  |  |             |
|                            |                                              |  |                          |                                              |  |  |  |  |  |  |  |             |
|                            |                                              |  |                          | Luisa Marie Amélie Tereza Neapolsko-Sicilská |  |  |  |  |  |  |  |             |
|                            |                                              |  |                          |                                              |  |  |  |  |  |  |  |             |
|                            | Karel Salvátor Rakousko-Toskánský            |  |                          |                                              |  |  |  |  |  |  |  |             |
|                            |                                              |  |                          |                                              |  |  |  |  |  |  |  |             |
|                            |                                              |  |                          | František I. Neapolsko-Sicilský              |  |  |  |  |  |  |  |             |
|                            |                                              |  |                          |                                              |  |  |  |  |  |  |  |             |
|                            | Marie Antonie Neapolsko-Sicilská             |  |                          |                                              |  |  |  |  |  |  |  |             |
|                            |                                              |  |                          |                                              |  |  |  |  |  |  |  |             |
|                            |                                              |  |                          | Marie Izabela Španělská                      |  |  |  |  |  |  |  |             |
|                            |                                              |  |                          |                                              |  |  |  |  |  |  |  |             |
|                            | Marie Tereza Habsbursko-Lotrinská            |  |                          |                                              |  |  |  |  |  |  |  |             |
|                            |                                              |  |                          |                                              |  |  |  |  |  |  |  |             |
|                            |                                              |  |                          | František I. Neapolsko-Sicilský              |  |  |  |  |  |  |  |             |
|                            |                                              |  |                          |                                              |  |  |  |  |  |  |  |             |
|                            | Ferdinand II. Neapolsko-Sicilský             |  |                          |                                              |  |  |  |  |  |  |  |             |
|                            |                                              |  |                          |                                              |  |  |  |  |  |  |  |             |
|                            |                                              |  |                          | Marie Isabela Španělská                      |  |  |  |  |  |  |  |             |
|                            |                                              |  |                          |                                              |  |  |  |  |  |  |  |             |
|                            | Marie Imakuláta Neapolsko-Sicilská           |  |                          |                                              |  |  |  |  |  |  |  |             |
|                            |                                              |  |                          |                                              |  |  |  |  |  |  |  |             |
|                            |                                              |  |                          | Karel Ludvík Rakousko-Těšínský               |  |  |  |  |  |  |  |             |
|                            |                                              |  |                          |                                              |  |  |  |  |  |  |  |             |
|                            | Marie Terezie Izabela Rakousko-Těšínská      |  |                          |                                              |  |  |  |  |  |  |  |             |
|                            |                                              |  |                          |                                              |  |  |  |  |  |  |  |             |
|                            |                                              |  |                          | Jindřiška Nasavsko-Weilburská                |  |  |  |  |  |  |  |             |
|                            |                                              |  |                          |                                              |  |  |  |  |  |  |  |             |